# Palacio consistorial del XX Distrito de París
El palacio consistorial del XX Distrito de París es el edificio que alberga los servicios municipales del XX Distrito de París, Francia. Se encuentra en la plaza Gambetta.

## Histórico
Fue diseñado por el arquitecto Léon Salleron y construido entre 1867 y 1877. Está decorado con frescos de Pierre-Paul-Léon Glaize.